# Phasia albifrons
Phasia albifrons är en tvåvingeart som beskrevs av Robineau-desvoidy 1863. Phasia albifrons ingår i släktet Phasia och familjen parasitflugor.
Artens utbredningsområde är Frankrike. Inga underarter finns listade i Catalogue of Life.